# 竹内繁蔵
竹内 繁蔵（たけうち しげぞう）とは、日本の島根県出雲市大社町杵築南857番地、出雲大社の正門前にある老舗旅館、有限会社竹野屋旅館（たけのや りょかん）の、当主の名跡である。代々の当主は「竹野屋当主 竹内繁蔵」を襲名する。

## 初代
初代竹内繁蔵は、出雲大社にほど近い眞名井地区の農家の四男として、幕末に生まれた。1877年（明治10年）、初代は大社を訪れる参拝客のために表参道（現在名称は神門通り）に小さな宿屋を開き、これが「竹野屋」の始まりとなった。所在地の創業時における地域名は、島根県神門郡杵築村の南部。

## 二代目
二代目竹内繁蔵は、初代の子。本名に関する情報は無い。敷地の拡大と建物の増改築を重ねた。

## 三代目

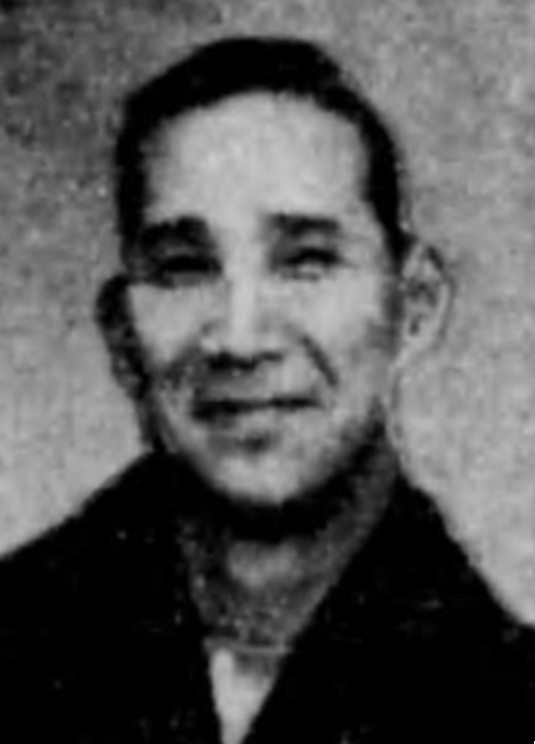
三代目竹内繁蔵（島根県案内誌）より

三代目竹内繁蔵（1886年〈明治19年〉5月9日 - 没年不明）は、二代目の子。大社町商工会副会長、同町会議員、信用組合理事。旧杵築町下原竹内家の長男に生まれ、後家督を継ぎ栄蔵を繁蔵と改める。1905年（明治38年）県立第三中学（現・大社高校）の四期生として卒業し、家業に就き出雲大社参拝客のサービスに努め、県下有数の旅館主となる。敷地の拡大と建物の増改築を重ねた。1912年（大正元年）には大社線が開通し、ここから鉄道によって潤う隆盛期が始まる。旅館所在地の1912年における地域名は、島根県簸川郡杵築町杵築南。
1921年（大正10年）に旧杵築町が合併して大社町となると、初の町会議員として当選し、同商工界の幹部・旅館同業組合幹部として名を馳せた。
天性のスポーツマンとして、野球を好み母校大社中学野球部の恩人として別名「野球の小父さん」と言われた。野球の他に弓道に精進し、英語会話を習得、またハイキング旅行を好んだ。
三代目の頃には鉄道時代が本格的に到来し、修学旅行などの団体客が増えていった。現存する木造本館の佇まいは1929年（昭和4年）に完成している。また、第二次世界大戦中は疎開児童受け入れの宿として全国に名を知られていた。

### 家族
妻：ハル（1893年〈明治26年〉 - 没年不明、大社町新宮家の長女）
長女：兼子（今市高女卒）
長男：寿夫（四代目竹内繁蔵）

## 四代目
四代目竹内繁蔵（1925年〈大正14年〉- 2021年〈令和3年〉7月11日）は、三代目の子。本名・寿夫。1971年（昭和46年）から1986年（昭和61年）まで15年に亘って大社町町長を務めた政治家でもある。大社町議会議員、大社町商工会副会頭、大社町旅館組合長なども務めている。
四代目は敷地西側で新館を増築してもいる。この頃、出雲大社へ御幸する皇族を迎える栄誉にも幾度か恵まれた。

### 人物
妻は山口県下関市出身で、医師を目指す大学生であったが、若い頃にのちの四代目と恋に落ちて学生結婚し、やがて竹野屋旅館の女将になった。子供は2男4女の6人で、長男は五代目当主の信夫、第4子の三女はシンガーソングライターの竹内まりやである（信夫より5歳下）。
住所は竹野屋旅館で、当時の島根県簸川郡大社町杵築南（現・出雲市大社町杵築南）。
囲碁、麻雀、映画、読書、ゴルフが趣味であった。また、竹内まりやが言うには、父は歌が上手く、母はピアノが上手い。

## 五代目
五代目竹内繁蔵（1951年〈昭和26年〉- ）は、四代目の長男で、竹内まりや（本名）の5つ上の兄に当たる。本名は 竹内 信夫（たけうち のぶお）。
24歳の時（※計算上、1975年/昭和50年頃）、竹野屋旅館5代目社長（代表取締役社長）に就任し、五代目竹野屋当主、五代目竹内繁蔵を襲名した。五代目の平成の時代には、出雲大社で結婚式を執り行うカップルの増加に合わせて考案した独自の結婚披露宴スタイルが好評を博した。1989年（平成元年）11月に出雲大社で結婚式を執り行った沢田研二と田中裕子が披露宴を開いたのも竹野屋旅館であった。
しかし、親に甘やかされて育った五代目は、良く言えば自由人であるが、神経質で横柄で、他人とのコミュニケーションが苦手な、本質的に接客業に全く向かない人物であったという。そのため、この当主の下で旅館の質も評判も大きく低下し、経営は傾いていった。有能な従業員が五代目におかしな発想を押し付けられるのに耐えられず辞めてゆく、従業員教育が満足にできず、仲居のレベルがどんどん下がるなど、悪循環に陥り、さらには五代目の女将が親族を連れてきたことで女の戦いが激化し、ますます雰囲気が悪くなった。また、長い不況と郊外店の進出で地元経済が落ち込むなか、打開策として旅館組合が大きなホテルを共同経営する案が決まりかけていたが、竹野屋の五代目がひとり反対したことで実現せず、そうこうしているうちに他県から大きなホテルが進出してきたため、地元の業界は一層の窮地に追い込まれてしまったという。
最後には竹野屋旅館の廃業案と売却案が取り沙汰される最悪の事態に陥ってしまった。親族達の経済支援を受けることで何とか存続する運びとなったが、兄弟姉妹の中でも比較的資金力のあったまりやが施設改装費用のほとんどを請け負った。その経緯から、この時点でまりやが事実上のオーナーになった。なお、まりやと夫・山下達郎は施設の改装計画が固まるまで何度も親族会議に参加している。まりやは、この件について所属事務所スマイルカンパニーの社長である小杉理宇造に相談を持ち掛けており、小杉は「大切なものがお金で守れるんだったら、あるお金を全部はたいたっていいじゃないか。お前には山下達郎という素敵な伴侶がいるんだから」と背中を押した。達郎も「そんなに大事なものがあるんだったら行くしかないでしょう。何か僕にできることはありますか?」と全面協力の意向を見せた。
リニューアルは2016年（平成28年）8月に始まった。五代目はそれを見届ける形で10月に辞意を表明した。まりやは、支援に乗り出した頃から次代当主が軌道に乗るまでの間は竹野屋旅館に直接関わらざるを得なくなり、しばらくは忙殺されて音楽活動は完全に休業状態に陥ってしまったことで「事務所としては困りもの」と小杉も途方にくれる。それでも彼女には、自分がこれまで竹野屋旅館に何もしてあげられなかったという後悔の思いがあるという。高校時代にアメリカに留学させてくれた両親は、大学時代には東京で音楽に打ち込むわがままを許してくれた（それで結局、大学を中退している）。それらがあってこそ、音楽で成功できた。兄の信夫にしても、自分が音楽に興味を持ったのは彼の影響もあるという。また、地元の旅館や商店が次々に廃業してゆくなかで竹野屋旅館を潰さずに次代に繋げたことに感謝しているとも言う。小杉によれば「自分（の人生）は本当に自由だったが、兄（の人生）は本当に不自由だった」と振り返っていたという。

### 人物
趣味はジャズと無線通信で、インドア派のオタク気質。グループ・サウンズに親しんだ世代であり、結婚披露宴を竹野屋旅館で開いた沢田研二と意気投合し、以来、友人となった。沢田が訪れるとギターでザ・ベンチャーズを披露していると聞いて「誰の前で弾いてるのよ」と呆れたと、竹内まりやが語っていた。

## 六代目
竹野屋旅館6代目社長（代表取締役社長）丸尾 聖治（まるお せいじ。1980年代後半 - ）は、竹内まりやの長姉の娘婿に当たる。千葉県出身。商社勤務の経験があり（前勤務先は豊田通商で、勤務地は東京・浅草。取引先はアメリカと西アフリカ。）、英語とフランス語が堪能。
2017年（平成29年）2月1日付で6代目社長（代表取締役社長）に就任。当時29歳。ただし、「竹内繁蔵」の名跡を継いだという情報は無い。新体制の下で、旅館・ホテルの運営に詳しい経営コンサルタント会社（株式会社 温故知新）によるコンサルティングも同日付で開始された。新生竹野屋旅館のコンセプトとして「神々の国への玄関宿」が掲げられた。そして、旅館は同年3月1日にリニューアルオープンを迎えることができた。宿の看板には日本書道界の重鎮である石飛博光の揮毫を戴いている。
同年10月、総支配人として藤田賢治郎（38歳。前職はスターバックス大手町店店長。同年9月にIターンしてきた地元出身者。）を迎える。それと入れ替わる形で、丸尾は代表取締役社長を辞任・退社し、東京・浅草へ戻った。丸尾の勤務は社長就任以前も含めて約1年半であった。同じ時期、宿泊支配人として小浦信吾（29歳。前職は西伊豆の老舗旅館『牧水荘 土肥館』のゲストリレーション〈コンシェルジュ〉。）を迎えた。
丸尾は帰京後しばらく東京で過ごしていたが再び出雲に戻り、株式会社さざれ石の専務としてクラフトビール事業を展開している。しかし、株式会社さざれ石を数年の勤務で退社した後、現在は出雲には在住していない。2017年2月からの竹野屋の運営体制はあくまでも暫定的であったため、丸尾退職後の10月には５代目信夫の長男である竹内信人が正式な６代目社長として就任し、新たに広島出身で長年旅館運営に携わってきた須賀元を総支配人として抜擢しチームを立て直した現在、順調な経営が続いている。